# Langfang
Langfang (廊坊) é uma cidade-prefeitura da província de Hebei, na China. De acordo com o censo de 2020, tem cerca de 5,464,087 mil habitantes. Localiza-se no nordeste do país. No início do século XX era apenas uma pequena aldeia, tendo o seu desenvolvimento acelerado a partir da década de 50 desse século.